# Kaukasische Biene
Die Kaukasische Honigbiene (Apis mellifera caucasica, auch Apis mellifera caucasia nach Pollmann, 1889) ist eine ursprünglich im Zentral-Kaukasus heimische Unterart der Westlichen Honigbienen.

## Verbreitung
Die Kaukasische Honigbiene ist neben dem Zentralkaukasus (Georgien, Armenien und Aserbaidschan) natürlicherweise auch im Nordosten der Türkei verbreitet. Sie wird seit längerer Zeit auch von Imkern in den USA, Osteuropa und in Russland verwendet.

## Eigenschaften
Die Kaukasische Biene hat eine mittlere Größe und einen langen Rüssel. Das Aussehen ist nicht einheitlich, aber eher dunkel bis schwarz. Besonders die Brustbehaarung der Drohnen ist auffallend schwarz.
Von den Eigenschaften her gilt sie als sanft, ruhig und schwarmträge. Sie ist anfällig für Nosema apis. Zusammen mit der anatolischen Rasse neigt sie zur starken Kittharzverwendung.

## Klassifizierung
Nach der morphologischen Einteilung Ruttners gehört die Unterart in die Gruppe der Nahöstlichen Bienenrassen. Dem widersprechen allerdings neuere genetische Studien. Diese haben ergeben, dass die Kaukasische Biene näher mit den südosteuropäischen Bienen um die Kärntner Biene Apis mellifera carnica verwandt ist.
Apis mellifera pomonella (Sheppaard & Meixner, 2003) ist ihr sehr ähnlich, genetische Studien zeigen aber deren eigenständigen Status.